# Fudbalski Klub Olimpik Sarajevo
El Fudbalski klub Olimpic Sarajevo (del inglés: Football Club Olimpic Sarajevo) es un club de fútbol bosnio de la ciudad de Sarajevo. Fue fundado en 1993 y juega en la Premijer Liga.

## Palmarés
- Copa de Bosnia y Herzegovina: 1

2014–15
- Club Mejor Organizado de Bosnia y Herzegovina: 1

2010
- Prva Liga Federacije Bosne i Hercegovine: 1 (II)

2009
- Second League of FBiH – South: 1 (III)

1997, 2000

## Participación en competiciones de la UEFA
| Temporada | Torneo             | Ronda             | Club           | Casa | Visita | Global  |
| --------- | ------------------ | ----------------- | -------------- | ---- | ------ | ------- |
| 2015–16   | UEFA Europa League | 1ª Clasificatoria | Spartak Trnava | 1–1  | 0–0    | 1–1 (a) |